# مالی یراونا
مالی یراونا (انگلیسی: Maly Yeravna) یک دریاچه در استان بوریاتیای کشور روسیه است.